# Linia kolejowa Kowel – Jagodzin
Linia kolejowa Kowel – Jagodzin – linia kolejowa na Ukrainie łącząca stację Kowel ze stacją Jagodzin i granicą państwową z Polską. Znajduje się w obwodzie wołyńskim. Zarządzana jest przez Kolej Lwowską (oddział ukraińskich kolei państwowych).
Linia na całej długości jest dwutorowa i niezelektryfikowana (z wyjątkiem stacji Kowel, która posiada trakcję). Perony na całej linii istnieją tylko przy jednym torze. Drugi tor jest w złym stanie technicznym.

## Historia
Linia powstała w XIX w. Początkowo leżała w Rosji, w latach 1918 - 1945 w Polsce, następnie w Związku Sowieckim (1945 - 1991) i od 1991 na Ukrainie.